# Epiphragma delicatulum
Epiphragma delicatulum är en tvåvingeart som beskrevs av Osten Sacken 1888. Epiphragma delicatulum ingår i släktet Epiphragma och familjen småharkrankar. Inga underarter finns listade i Catalogue of Life.